# Luigi Conconi

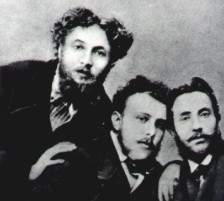
Foto di gruppo di Scapigliati: Emilio Praga, Carlo Dossi e Luigi Conconi.

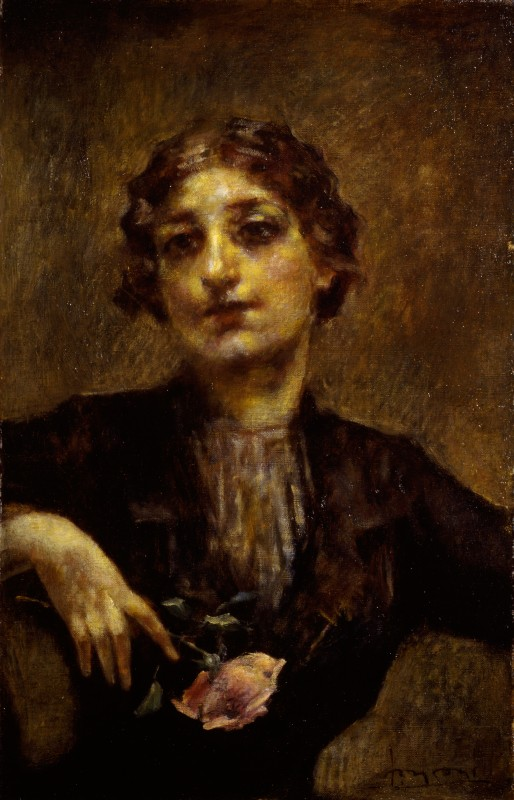
La rosa, 1910 ca. (Fondazione Cariplo)

Luigi Conconi (Milano, 30 maggio 1852 – Milano, 23 gennaio 1917) è stato un pittore e architetto italiano.

## Biografia

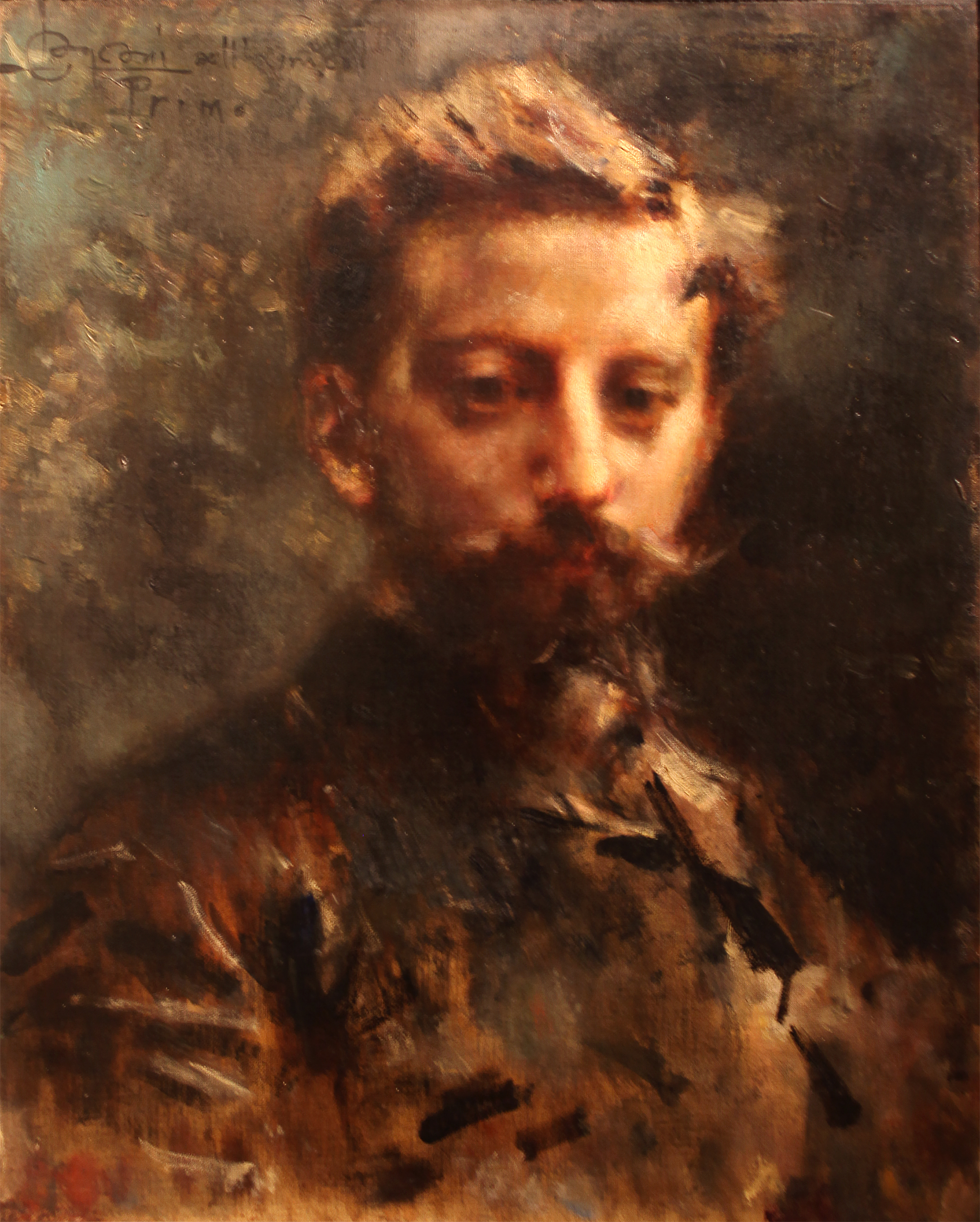
Ritratto di Primo Levi (1880), Galleria d'Arte Moderna di Milano

Maggiore di undici figli nasce dal ragioniere Pietro, di famiglia patrizia originaria di Malnate nel Varesotto e da Amelia Gamba; è nipote di Mauro Conconi, pittore romantico prematuramente mancato nel pieno della carriera artistica.
Personaggio schivo e riservato, costantemente in ansia per le precarie condizioni economiche della famiglia a causa di una complicata vertenza giudiziaria, inizia il suo percorso di formazione nel 1872 studiando Architettura presso l'L'Accademia milanese di Brera e nel 1874 al Politecnico di Milano con Luca Beltrami, conseguendo una laurea.
In questo periodo avvia la frequentazione con alcuni tra i maggiori esponenti della corrente artistica scapigliata come Tranquillo Cremona, Giuseppe Grandi e Daniele Ranzoni, dai quali Conconi trae spunto per la sua prima opera Giovinetta Malata del 1877, anno nel quale presenta al Salon di Parigi l'acquaforte Cortile di Palazzo Marino, che ottiene buoni riscontri da parte del pubblico.
Dopo aver presentato la tela Ragazzi in giardino, altra opera di impronta scapigliata, nel 1880 partecipa all'Esposizione di Belle Arti di Milano con alcune acqueforti caratterizzate da elementi romantici, fra le quali La casa del mago, Ombra, Luna, Pioggia, Luce, Aria e sole, Ritratto di Francesco Pozza e Le streghe, comparabili ai noirs francesi di Gustave Moreau e Odilon Redon, opere che scandalizzano pubblico e critica per il gusto macabro molto insolito per il tempo.
Nello stesso anno realizza il noto Ritratto di Primo Levi.
Nel 1881 entra a far parte del sodalizio Famiglia Artistica e partecipa all'Indisposizione Artistica, goliardica mostra allestita dagli Scapigliati in concomitanza della Esposizione nazionale di Belle Arti di Milano; l'anno successivo fonda con Alberto Pisani Dossi, Carlo Borghi e Luca Beltrami il settimanale Guerin Meschino, al quale collabora per anni come illustratore e sagace caricaturista.
Nello stesso anno si aggiudica, in associazione con Guido Pisani, una medaglia di rame nel Premio Broggi destinato alle migliori opere di architettura.
Fino al 1885 condivide con il divisionista Gaetano Previati il proprio studio di Palazzo Spinola in via San Paolo n.10, caratterizzato da un'atmosfera surreale di gusto macabro, arredato con elementi insoliti come teschi, pipistrelli imbalsamati e gatti mummificati
Nel 1886 espone Paesaggio e Interno alla Nazionale di Milano.
Nel 1887 completa Visione romantica e Intermezzo, quest'ultimo presentato all’Esposizione nazionale artistica di Venezia, confermando il successo già ottenuto l’anno precedente quando la tela, non ancora compiuta, appare alla mostra inaugurale della Società per le Belle Arti di Milano. Nel 1889 espone a Berlino La madre, La bimba e Cenerentola.
Tra il 1891 e il 1896 lavora alla serie di quadri Fiabe e leggende, rimasta incompiuta, i cui soggetti sono in gran parte tratti dal Decamerone di Giovanni Boccaccio e che include fra gli altri  Intermezzo, La strada del mago e Il trono della bella Mantesca.
Nel 1896 acquista una parte del Chiostro di Voltorre, in provincia di Varese, che adibisce a casa e a studio e l'anno successivo sposa la pittrice Eugenia Dal Co, sua modella in Confidenze e dalla quale ha quattro figli, dedicandosi all'insegnamento di Storia dell'arte alla Società Umanitaria e all'Associazione di mutuo soccorso degli operai, dove guida la direzione della Scuola di disegno per cinque anni.
Conconi si dedica anche alla politica, diventando membro del Consiglio comunale di Milano dal 1899 al 1904, partecipando anche a numerose commissioni organizzative e giudicatrici: tra le altre, si ricordano quelle per l'Esposizione di arte decorativa a Torino del 1902 e l'Esposizione internazionale di Roma e Torino del 1911.
Nel 1913, dopo che la Sovrintendenza gli impedisce il restauro del suo chiostro, crollato a seguito di un incendio, il Conconi dà vita all’ironica incisione Ai benemeriti per la conservazione del Chiostro di Voltorre.
Nello stesso anno, partecipa all'Esposizione di Monaco, dove viene premiato con la medaglia d'oro per la tela La notte serena. 
Nel 1915 si aggiudica il concorso indetto dall’Associazione degli incisori e acquafortisti italiani.
Conconi muore a Milano, dopo una lunga malattia, il 23 gennaio 1917; viene cremato presso il Cimitero Monumentale di Milano, in cui vengono poi tumulate le ceneri.
Nel 1920 la sua città gli tributa in omaggio una mostra postuma alla galleria Pesaro.

## Pittura
Universalmente identificato come esponente della Scapigliatura milanese, Conconi è artista polivalente e dotato di ampia fantasia che si esprime liberamente, con alterne fortune, in architettura, pittura e disegno (acquerelli e acqueforti), riscuotendo successi in particolare in quest'ultime applicazioni.
Nella sua fase matura, si avvicina maggiormente al Simbolismo.
(Giuseppe Martinelli in Emporium, artisti contemporanei, anno 5, 1897)
Nel biennio 1879 - 1880 esordisce con le prime opere di pittura a olio Ragazzi in giardino, Ritratto di Primo Levi, Giovinetta Malata, Ritratto di Amelia Possenti Pisani e Attrazione che, pur rivelando una stretta influenza stilistica di Tranquillo Cremona, si differenziano nella maggiore ricerca plastica delle figure, che influenzerà artisti successivi come lo scultore Medardo Rosso.
(Raffaello Giolli in Luigi Conconi, Prospetto biografico-critico, 1921)
Fino alla sua fase matura, Conconi resta comunque un seguace dei modi Cremona nei suoi temi più consueti, quali ritratti, quadri in costume, mentre rivela la sua originalità nei quadri di genere, nella paesaggistica e nelle costruzioni fantastiche e immaginifiche., oltre alle lunghe figure femminili delicate, in pose eleganti e insolite, dalle ambientazioni stravaganti e con sfumature prive di dettagli, tratte dalla riproduzione della moglie Eugenia, sua modella prediletta.
La produzione di acqueforti viene attualmente considerata oggetto di maggior valenza artistica, dove l'estrema fantasia dell'artista trova una perfetta applicazione, come in Palazzo Marino, Arco di Tito, La casa del mago e Le streghe, realizzate con un'impronta misteriosa e suggestiva che non ha precedenti nel suo tempo.

## Architettura
Dopo aver conseguito il diploma in Architettura civile, nel 1874 entra nello studio degli ingegneri Combi e Sizzo, con i quali collabora nel 1877 alla realizzazione di Palazzo Turati a Milano.
Conconi non ha riscosso rilevanti successi in ambito architettonico, in particolare a causa del carattere innovativo dei suoi progetti in un momento storico nel quale l'architettura era prevalentemente aderente al modello gotico: a fronte di numerosi progetti sottoposti ai vari concorsi, solo pochi hanno portato ad applicazioni dirette, come l'edificio di via Dante a Milano (1891), il Dosso Pisani a Cardina (Como), realizzata per l'amico letterato scapigliato Carlo Dossi, la tomba di Felice Cavallotti a Dagnente (1897-1898), l'Edicola Segre nel Riparto Israeliti del Cimitero Monumentale di Milano (1900).

## Opere principali
- Palazzo Marino (1877), acquaforte, Civica raccolta delle stampe Achille Bertarelli, Milano
- Giovinetta malata (1877), acquerello, collezione privata
- Ritratto di Tranquillo Cremona (1878), acquaforte, collezione privata
- Pensieri (1878-1888), olio su tela, Museo nazionale della scienza e della tecnologia Leonardo da Vinci di Milano
- Ragazzi in giardino (1879), olio su tela, collezione privata
- Ritratto di Amelia Possenti Pisani (1879), olio su tela, collezione privata
- Le streghe (1880), acquaforte, collezione privata
- Ritratto di Primo Levi Archiviato il 15 luglio 2013 in Internet Archive. (1880), olio su tela, Galleria d'Arte Moderna di Milano
- La sorella Annetta (1880), acquaforte, Museo nazionale della scienza e della tecnologia Leonardo da Vinci di Milano
- Ritratto di Erminia Cairati (1881), olio su tela, Galleria d'Arte Moderna di Milano
- Ritratto di Carlo Borghi (1884), olio su tela, collezione privata
- La casa del mago (1884), acquaforte, collezione privata
- Madonnina (1885), acquaforte, Galleria d'Arte Moderna di Milano
- Studio (1885), acquaforte, Galleria d'Arte Moderna di Milano
- Ritratto di Giacomo Puccini (1885-1890), olio su tela, Fondazione Giacomo Puccini, Lucca
- Marina (1886), acquerello, collezione privata
- Intermezzo (1886), acquerello, disperso
- Un'occhiata al Mondo (1886), olio su tela, collezione privata
- Sete di sapienza (1887), olio su cartone, collezione privata
- Uno sguardo al mondo, acquerello, Pinacoteca Ambrosiana di Milano
- Visione romantica (Figura femminile) (1887), acquerello, collezione privata[9]
- Coppia danzante (1888), acquerello, collezione privata
- Ritratto della signora Cairati con la bambina (1890), olio su tela, collezione privata
- Ritratto del Marchese E. Visconti Venosta (1891), olio su tela, Palazzo della Consulta di Roma
- Fiabe e leggende (1891-1896), olio su tela,
- Il trono della bella Mantesca (1891), olio su tela, collezione privata
- N. 317 (1891), olio su tela, Galleria d'Arte Moderna di Milano
- Danaide (1891), olio su tela, Galleria d'Arte Moderna di Milano
- Napoleone di Brera (1892), olio su tela, collezione privata
- Arcobaleno (1892), olio su tela, collezione privata
- Confidenze (1896), olio su tela, Museo d'arte della Svizzera italiana, Lugano
- L'onda (1896), acquaforte, Civica raccolta delle stampe Achille Bertarelli, Milano[10]
- Concertista precoce (1896-1897), olio su tela, collezione privata
- Ritratto della moglie (1897), olio su tela, collezione privata
- Il mattino della domenica (1897), acquerello, collezione privata
- Fontanile (1897), olio su tela, collezione privata
- L’attesa (1899), acquerello, Civica raccolta delle stampe Achille Bertarelli, Milano
- Eugenio Torelli Viollier sul letto di morte (1900), olio su tela, collezione privata
- Ritratto della signora Torelli (1901), olio su tela, Galleria d'arte moderna Ricci Oddi di Piacenza
- Bambina (1901), acquerello, Museo nazionale della scienza e della tecnologia Leonardo da Vinci di Milano
- Incontro di Gesù con le pie donne (1903), olio su tela, Galleria d'Arte Moderna di Milano
- Ritratto della moglie (1905), olio su tela, collezione privata
- La Signora Mantegazza (1906), olio su tela, Istituto dei Ciechi di Milano
- Ritratto di Tullo Massarani (1906), olio su tela, Policlinico di Milano
- Ritratto di Giulio Pirovano Visconti (1906), olio su tela, Ospedale di Varese[11]
- Ritratto di Francesco Colombo (1907), olio su tela, Ospedale di Varese[12]
- Ritratto di Ada Valdata (1907), olio su tela, Raccolte Frugone, Genova
- Variazioni di mezzanotte (1909), olio su tela, Galleria nazionale d'arte moderna di Roma
- La rosa (1910), olio su tela, Gallerie d'Italia[13]

- Lago di Varese (1910), olio su tela, collezione privata
- Ritratto di Rita Maggioni (1913-1915), olio su tela, collezione privata
- Ritratto di fanciulla (1915), olio su tela, collezione privata
- Sui bastioni di Manforte (1915), olio su tela, collezione privata
- Il saluto (non datata), olio su tela, Musei Civici di Pavia

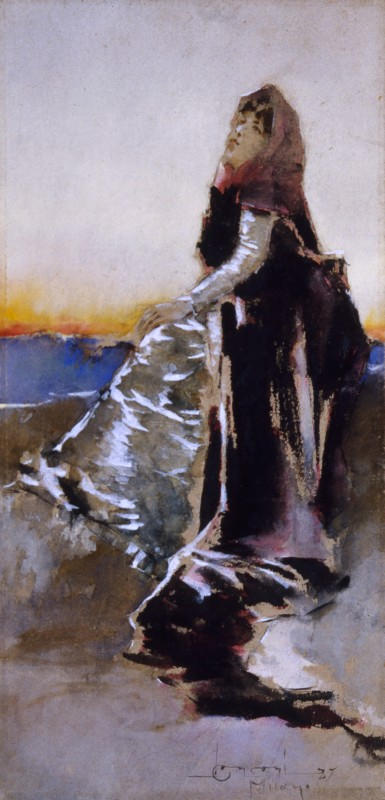
Visione romantica, 1887, Fondazione Cariplo
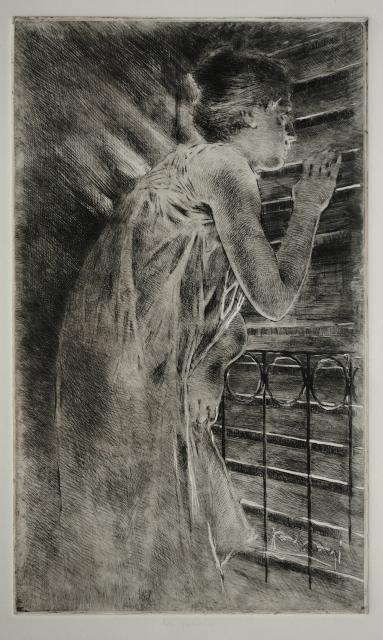
Gelosia, acquaforte
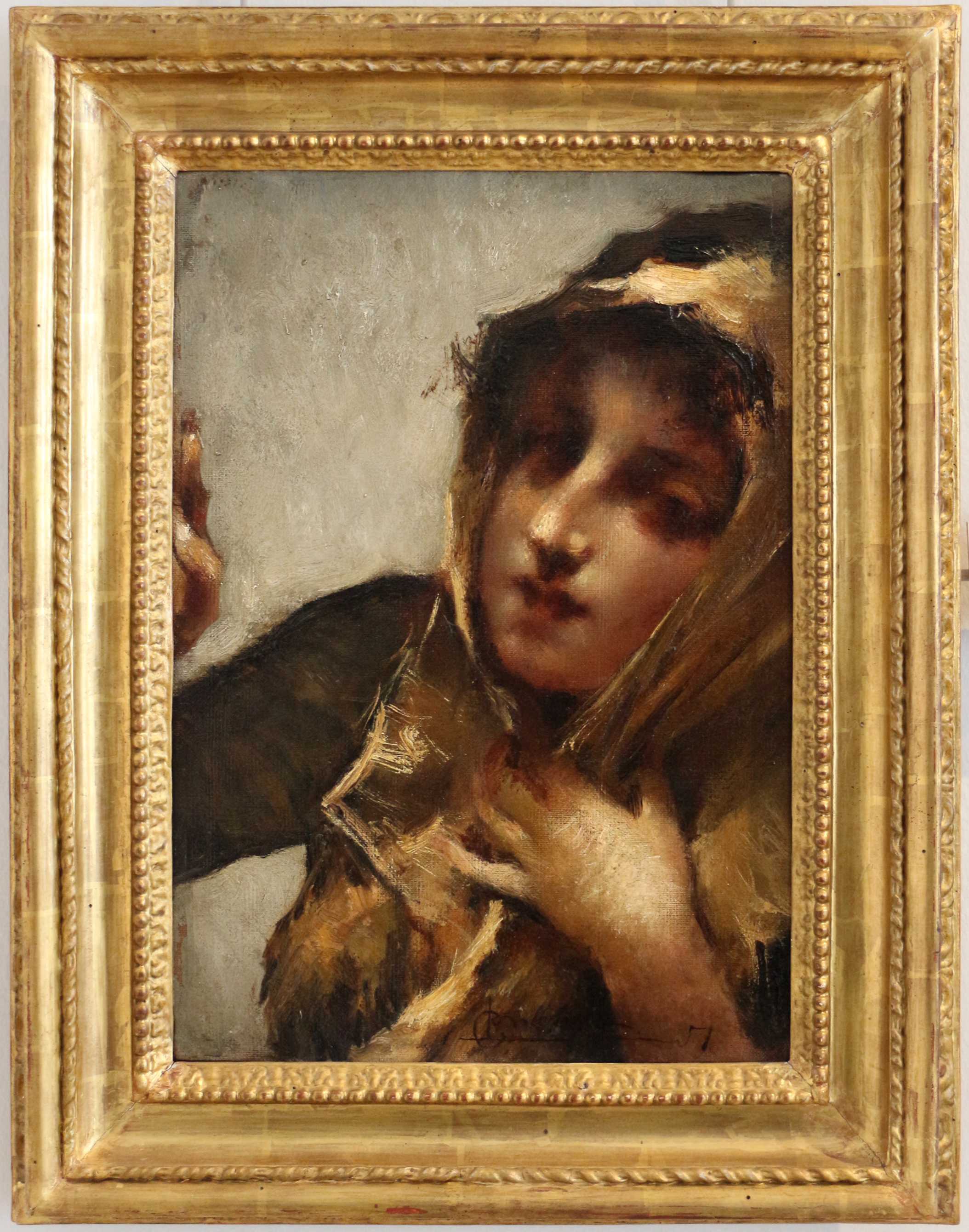
Donna alla finestra, Raccolte Frugone, Genova
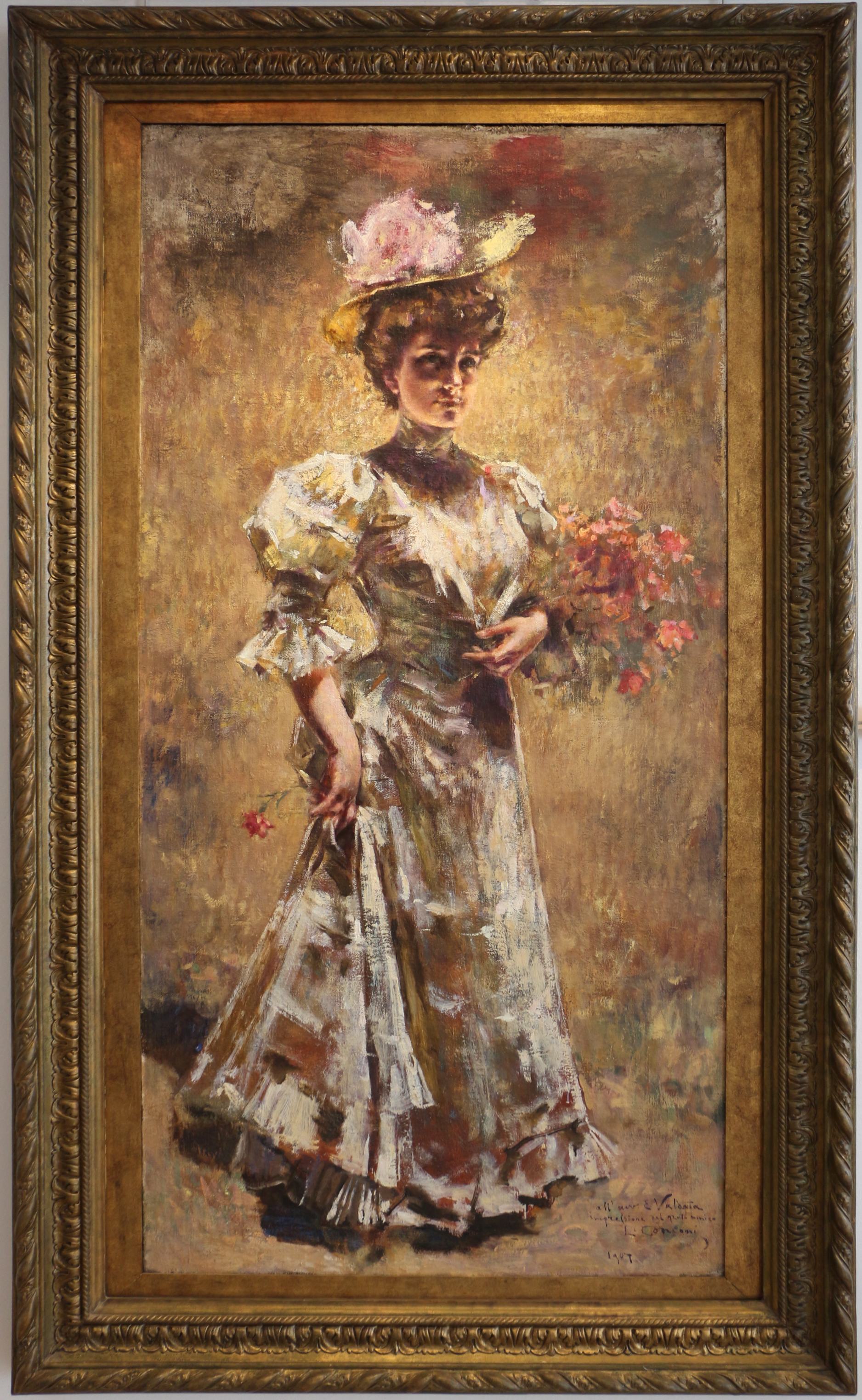
Ritratto di Ada Valdata, Raccolte Frugone, Genova